# 10e armée (Union soviétique)
Pour les articles homonymes, voir 10e armée.
La 10e armée est une unité de l'Armée rouge durant la Grande Guerre patriotique.

## Historique opérationnel
L'armée est créée en septembre 1939 dans le district militaire de Moscou, puis déployée dans le district militaire spécial de l'Ouest. Durant l'invasion soviétique de la Pologne, l'armée est engagée avec le 11e corps de fusiliers (6e, 33e et 121e divisions), le 16e corps de fusiliers (8e, 52e et 55e divisions de fusiliers) et le 3e corps de fusiliers en réserve (33e et 113e divisions de fusiliers).
Le 22 juin 1941, au début de l'opération Barbarossa, l'armée fait partie du front occidental soviétique avec le 1er corps de fusiliers (2e et 8e divisions de fusiliers); 5e corps de fusiliers (13e, 86e et 113e divisions de fusiliers); 6e corps de cavalerie (6e et 36e divisions de cavalerie) et 6e et 13e corps mécanisés. Elle est encerclée par les forces allemandes en juin 1941 et largement détruite.
En fin juin 1941, l'armée allemande encercle les 3e, 4e et 10e armées durant la bataille de Białystok–Minsk. Toutes les formations et les unités de la 10e armée sont vaincues. Le 30 juin, en essayant de traverser la route Minsk-Baranavitchy, le quartier général de l'armée est détruite. Le quartier général est officiellement dissout le 5 juillet 1941. Le commandant de la 10e armée, le général de division Goloubev et le commandant d'artillerie militaire, le général de division Barsoukov, échappent à l'encerclement, à la fin de juillet, Goloubev est nommé commandant de la 13e armée, qui a participé à la bataille de Smolensk.
Il est reformé en 1941 au sein du Front du Sud mais sa formation est interrompue en raison de conditions de combat sévères.
Il est réformé en novembre 1941 dans la région de la Volga, avec neuf divisions, dont sept nouvelles formations. La 322e, 323e, 324e, 325e, 326e, 328e et 330e divisions de fusiliers et la 57e et 75e divisions de cavalerie. Neuf de ces divisions sont créés en l'espace de trois semaines dans le district militaire de Moscou et les soldats sont formés 12 heures par jour. Elle se situe dans la région de Penza le 8 novembre 1941. La majorité des troupes avaient entre 30 et 40 ans et, dans certains cas, jusqu'à 65 % des hommes n'avaient pas de formation militaire. L'armée est affectée au front occidental pour la bataille de Moscou, les premiers arrivent le matin du 6 décembre 1941. En 1942, elle poursuit ses opérations défensives sur l'axe central de Moscou.
En 1943, elle participe à la seconde bataille de Smolensk.

## Liste des commandants
- 1939 : général I.G. Zakharine.
- 1941 : général K.D. Goloubev
- 1941 - 1942 : général Filipp Golikov